# 方和谦
方和谦（1923年12月—2009年12月23日），男，山东莱州人，中国中医学家，首都医科大学附属北京朝阳医院原中医科主任，北京中医学会原会长，首届国医大师。